# 大路镇 (集安市)
大路镇，是中华人民共和国吉林省通化市集安市下辖的一个乡镇级行政单位。

## 行政区划
大路镇下辖以下地区：
路明社区、高地村、爬宝村、正义村、大路村、新兴村、大阳岔村和古马岭村。